# الهجوم على جامعة باشا خان
هجوم باشا خان في باكستان هو هجوم حدث في 20 يناير 2016 عدد من المسلحين يطلقون النار في جامعة باشا خان (بالأردو: جامعہ باچاخان) في مدينة تشارسادا في مقاطعة خيبر بختونخوا الباكستانية مسببين قتل ما يزيد عن 22 شخص وجرح 20 على الأقل. تم إخلاء ما يزيد عن 200 من الطلاب من المباني في حين قتل 4 من المسلحين. وفقًا للمتحدث باسم الجيش الباكستاني، تلقى المنفذون الأربعة تدريبات في أفغانستان وأدار الباكستاني عمر منصور الهجوم من ذاك البلد أيضًا.